# Baliste étoilé
Abalistes stellaris
Espèce
Le baliste étoilé (Abalistes stellaris) est une espèce de poissons marins originaire de l'océan Indo-Pacifique ouest jusqu'à la mer Rouge et l'Afrique orientale. Il vit sur les fonds sablonneux ou vaseux et les récifs coralliens.
Il mange des animaux tels que des crustacés comme les crabes, des mollusques et des petits poissons.

## Nomenclature
Bien que désigné par Abalistes stellaris dans une grande partie de la littérature scientifique, le nom valide de cette espèce est maintenant Abalistes stellatus et son auteur est « Anonyme, 1798 ».
Une espèce proche, récemment reconnue, est Abalistes filamentosus.